# Black Butler
Pour les articles homonymes, voir Black Butler (homonymie).
Black Butler (黒執事, Kuroshitsuji, littéralement « majordome noir ») est un shōnen manga de Yana Toboso. Il est prépublié depuis septembre 2006 dans le magazine Monthly GFantasy appartenant à l'éditeur japonais Square Enix, et est compilé en trente-quatre tomes au 26 avril 2024. La version française est éditée par Kana et trente-quatre tomes sont sortis en novembre 2024. En mars 2024, le tirage total de la série a dépassé les 35 millions d'exemplaires, en faisant l'un des mangas les plus vendus.
Une série télévisée d'animation de 24 épisodes produite par A-1 Pictures est diffusée d'octobre 2008 à mars 2009 sur MBS TV au Japon. Elle est suivie d'une deuxième saison de 12 épisodes diffusée de juillet à septembre 2010 et de sept OAV. Une troisième série de 10 épisodes servant de soft reboot, Black Butler: Book of Circus, est diffusée entre juillet et septembre 2014, suivie par les deux OAV Black Butler: Book of Murder diffusées dans les salles japonaises en octobre et novembre 2014, puis par le film d'animation Black Butler: Book of the Atlantic diffusé dans les salles japonaises en janvier 2017. Une quatrième saison de 11 épisodes intitulée Black Butler: Public School Arc, produite par CloverWorks, est diffusée d'avril à juin 2024 sur Tokyo MX, suivie ensuite par une cinquième saison de 13 épisodes, Black Butler: Emerald Witch Arc, diffusée d'avril à juin 2025.
Le manga est également adapté en sept comédies musicales différentes entre 2009 et 2025, ainsi qu'un film live sorti 2014 dans les salles japonaises. En outre, deux dramas CD sortent respectivement en 2007 et 2009, ainsi qu'un jeu vidéo en 2009.

## Synopsis
Au cours du XIXe siècle, le Comte Ciel Phantomhive, âgé de 12 ans, réside dans un luxueux manoir aux abords de Londres, en compagnie de quatre domestiques loufoques et de son fidèle majordome aux capacités hors-norme, Sebastian Michaelis. Séquestré et abusé par une mystérieuse secte trois ans plus tôt, Ciel hérita de l’entreprise Phantom à la suite du meurtre de ses parents, mais aussi du titre de « chien de garde » de la reine Victoria chargé de manœuvrer secrètement pour démêler les complots occultes qui se trament dans le royaume.
Lors de ses enquêtes, Ciel est accompagné par l'élégant Sebastian dont les actions époustouflantes dissimulent un sombre secret : le majordome est en réalité un démon ayant pactisé avec Ciel afin que celui-ci trouve l'identité de ses ravisseurs et obtienne sa vengeance. Une fois celle-ci accomplie, sous les termes de leur contrat, Sebastian pourra dévorer l'âme de Ciel.

## Manga

Logo japonais du manga Black Butler

Black Butler est scénarisé et illustré par Yana Toboso. La série débute sa prépublication dans le magazine Monthly GFantasy le 16 septembre 2006,. Square Enix publie les chapitres en volumes reliés au format tankōbon avec un premier volume sorti le 27 février 2007. En juin 2024, le manga rentre en pause pour que Yana Toboso puisse préparer la fin de la série. Le manga reprend sa publication le 18 avril 2025 et entame sa dernière partie. Trente-quatre volumes sortis au 26 avril 2024.
La version française est éditée par Kana dans sa collection « Dark Kana », avec un premier volume sorti le 6 novembre 2009. Trente-quatre volumes sont sortis au 29 novembre 2024.
La version anglaise est publiée par Yen Press avec un premier volume sorti en janvier 2010 et prépubliée dans le numéro d'août 2009 de son magazine Yen Plus (en). La série est également publiée à l'étranger, notamment en Allemagne par Carlsen, en Espagne par Norma Editorial, en Italie par Panini et en Pologne par Waneko.

## Anime

### Production

#### Première adaptation
L'adaptation en série télévisée d'animation est annoncée en juillet 2008. Elle est produite par le studio A-1 Pictures et réalisée par Toshiya Shinohara. Elle est diffusée du 2 octobre 2008 au 26 mars 2009 au Japon pour un total de 24 épisodes. Une OAV fut également produite. En France, l'intégralité de la saison est diffusée à partir du 3 avril 2010 sur MCM, du 4 septembre 2010 sur Direct Star, et en streaming sur Anime Digital Network depuis février 2014. Cette première saison est une adaptation assez libre du manga. Elle adapte globalement l'arc Black Butler (tome 1), l'arc Red Butler (tome 2 et 3) et l'arc Indian Butler (tomes 4 et 5) avec plusieurs modifications relativement significatives, tout en proposant une intrigue exclusive à l'anime pour la majorité des épisodes.
Une deuxième saison, Black Butler II (Kuroshitsuji II) est annoncée en juin 2009. Composée de douze épisodes, elle est réalisée par Hirofumi Ogura et est diffusée du 2 juillet 2010 au 16 septembre 2010 au Japon. Six OAV sont ensuite sortis avec les six DVD/Blu-ray regroupant l'intégralité de la saison. En France, le premier épisode de la deuxième saison est diffusé en avant-première à Japan Expo début juillet 2010. L'intégralité de la saison est diffusée à partir du 13 mars 2011 sur MCM,, et tous les épisodes sont disponibles en streaming sur Anime Digital Network. Cette saison prend place peu après les événements de la saison 1 et comprend un scénario entièrement original qui introduit de nouveaux personnages dont le jeune Comte Alois Trancy et son majordome démoniaque Claude Faustus. Bien que n'ayant pas participé au scénario, l'auteur du manga Yana Toboso a revanche conçu le design des nouveaux personnages introduits.

#### Série des «Book of...»
En janvier 2014, un nouvel anime est annoncé. En mars 2014, il est annoncé qu'il s'agira de deux adaptations, respectivement celles des arcs Noah's Ark Circus (tomes 6 à 8 du manga) et Phantomhive Manor Murders (tomes 9 à 11 du manga). Il est précisé que la première sera une série télévisée estivale tandis que la seconde sera une série d'OAV qui seront diffusées dans les salles japonaises en automne.
Black Butler: Book of Circus, réalisée par Noriyuki Abe, est diffusée du 11 juillet au 12 septembre 2014 sur TBS et MBS,. Comme pour la seconde saison, le premier épisode est diffusé en avant-première française à la Japan Expo 2014 le 4 juillet 2014. Dans les pays francophones, les épisodes sont diffusés en simulcast sur J-One et Anime Digital Network et édités en DVD par Kana Home Video à partir de juillet 2015. La série constitue le début d'un soft reboot cette fois-ci plus fidèle au manga. À partir de cette saison, l'anime ne prend par conséquent plus en considération les épisodes originaux de la première adaptation (une majorité de la saison 1, et l'intégralité de la saison 2). La série propose également un design retravaillé pour les personnages (plus fidèle à l'œuvre originale également) ainsi que plusieurs scènes non présentes dans le manga écrites par l'auteur original, Yana Toboso elle-même.
Par la suite, les deux OAV Black Butler: Book of Murder, d'une durée d'1h chacune, sont respectivement diffusées dans certaines salles japonaises le 25 octobre et le 15 novembre 2014, puis sortent le 28 janvier 2015 et le 25 février 2015 en Blu-ray. Kana Home Video publie la version française en DVD en octobre 2015.
En octobre 2015, un film d'animation est annoncé. Intitulé Black Butler: Book of the Atlantic, il est confirmé en février 2016 qu'il s'agira d'une adaptation de l'arc Luxury Liner (tomes 11 à 14 du manga). Le film sort le 21 janvier 2017 dans les salles de cinéma japonaises,, puis le 23 août 2017 en Blu-ray. Le film est diffusé au cinéma le Grand Rex à Paris le 9 novembre 2018. La version française est éditée le 7 décembre 2018 par Kana Home Video, et le film est diffusé sur J-One le 29 décembre 2018.

#### Reprise par CloverWorks
Une quatrième saison, produite cette fois-ci par le studio CloverWorks (ancienne filiale d'A-1 Pictures qui produisait les saisons précédentes), est annoncée lors de l'Anime Expo de juillet 2023 pour une diffusion en 2024. Intitulée Black Butler: Public School Arc (Kuroshitsuji: Kishuku Gakkou-hen), elle adapte l'arc du même nom (tomes 14 à 18 du manga) et prend par conséquent directement place après les évènements du film Black Butler: Book of the Atlantic. Celle-ci est réalisée par Kenjiro Okada et est diffusée du 13 avril au 22 juin 2024. À la suite du changement de studio et de la mort de Minako Shiba (la designeuse des précédentes saisons), le design des personnages ainsi que l'ensemble de la direction artistique sont complètement renouvelés par rapport aux adaptations animées antérieures à partir de cette saison et est plus en phase avec le style des volumes plus récents du manga. En France, la série est diffusée en parallèle sur la plateforme VOD Crunchyroll.
Teasée à la fin de la saison précédente, la cinquième saison intitulée Black Butler: Emerald Witch Arc (Kuroshitsuji: Midori no Majo Hen) et adaptant l'arc éponyme (tomes 18 à 22 du manga) est finalement confirmée lors de l'Anime Expo de juillet 2024, puis, diffusée du 5 avril au 28 juin 2025 pour un total de 13 épisodes,. En France, la série est à nouveau diffusée parallèlement via Crunchyroll.

### Musique
Génériques de la première saison
- Opening Theme : Monochrome no Kiss par Sid
- Ending Theme 1 : I'm ALIVE! par Becca
- Ending Theme 2 : Lacrimosa par Kalafina
- Ciel Theme : Si deus me relinquit

Génériques de la deuxième saison
- Opening Theme Kuroshitsuji II : Shiver par the GazettE[48]
- Ending Theme 1 Kuroshitsuji II : Bird par Yūya Matsushita
- Ending Theme 2 Kuroshitsuji II : Kagayaku sora no shijima ni wa par Kalafina
- Alois Theme : The Slightly Chipped Full Moon par Nana Mizuki

Génériques de la troisième saison
- Opening Theme : ENAMEL par Sid (utilisé en tant qu'ending lors du premier épisode)
- Ending Theme : Aoki Tsuki Michite par Akira

Génériques de la quatrième saison
- Opening Theme : The Parade of Battlers par 音羽-otoha-
- Ending Theme : Atonement par Sid

### Doublage
- Version française[49]
Société de doublage : Studio Wantake
Direction artistique : Bruno Méyère
Adaptation des dialogues : Adélaïde Pralon, Alexandre Coadour, Barbara Villesange, Elric Dupont, Hélène Moallic, Hervé Contini, Marie Ryckebusch, Pierre-Edouard Dumora, Alexandre Touchet
Traduction : Jean-Benoit Silvestre
Ingénieur du son : Mounir Boucetta

| Personnages                        | Personnages                        | Voix japonaises,     | Voix françaises,                                                 |
| ---------------------------------- | ---------------------------------- | -------------------- | ---------------------------------------------------------------- |
| Ciel Phantomhive                   | Ciel Phantomhive                   | Maaya Sakamoto       | Marie Diot (saisons 1 et 2) Nathalie Bienaimé (saison 3 + film)  |
| Sebastian Michaelis                | Sebastian Michaelis                | Daisuke Ono          | Jean-Marco Montalto                                              |
| Finnian                            | Finnian                            | Yūki Kaji            | Grégory Laisné                                                   |
| May Linn                           | May Linn                           | Emiri Kato           | Marie Diot (saisons 1 et 2) Isabelle Volpé (saison 3 + film)     |
| Bardroy                            | Bardroy                            | Hiroki Tochi         | Alexandre Coadour                                                |
| Monsieur Tanaka                    | Monsieur Tanaka                    | Shunji Fujimura      | Gilbert Lévy                                                     |
| Lau                                | Lau                                | Koji Yusa            | Frédéric Popovic                                                 |
| Elizabeth Ethel Cordelia Midford   | Elizabeth Ethel Cordelia Midford   | Yukari Tamura        | Céline Melloul (saisons 1 et 2) Isabelle Volpé (saison 3 + film) |
| Undertaker                         | Undertaker                         | Junichi Suwabe       | Bruno Méyère                                                     |
| Grell Sutcliff                     | Grell Sutcliff                     | Jun Fukuyama         | Alexandre Coadour                                                |
| William T. Spears                  | William T. Spears                  | Noriaki Sugiyama     | François Creton                                                  |
| Ronald Knox                        | Ronald Knox                        | Kenn                 | Grégory Laisné                                                   |
| Angela Blanc                       | Angela Blanc                       | Akiko Yajima         | Christèle Billault                                               |
| Ash Landers                        | Ash Landers                        | Satoshi Hino         | Antoine Tomé                                                     |
| Pluton                             | Pluton                             | Takafumi Yamaguchi   | Bruno Méyère                                                     |
| Agni                               | Agni                               | Hiroki Yasumoto      | Pascal Casanova                                                  |
| Soma Asman Kadar                   | Soma Asman Kadar                   | Shinnosuke Tachibana | Vincent de Boüard                                                |
| Rachel Phantomhive                 | Rachel Phantomhive                 | Kana Uetake          | Marie Diot                                                       |
| Madam Red / Angelina Dules         | Madam Red / Angelina Dules         | Romi Paku            | Coco Noël                                                        |
| Vincent Phantomhive                | Vincent Phantomhive                | Kazuyuki Okitsu      | Frédéric Popovic                                                 |
| Paula                              | Paula                              | Yui Itsuki           | Chantal Baroin                                                   |
| Vicomte Aleister Chamber de Druitt | Vicomte Aleister Chamber de Druitt | Tatsuhisa Suzuki     | Bruno Méyère                                                     |
| Drocell Keinz                      | Drocell Keinz                      | Anri Katsu           | François Creton                                                  |
| Edward V                           | Edward V                           | Mitsuki Saiga        | François Creton                                                  |
| Richard de Shrewsbury              | Richard de Shrewsbury              | Yuko Sasamoto        | Céline Melloul                                                   |
| Fred Abberline                     | Fred Abberline                     | Hisayoshi Suganuma   | François Creton                                                  |
| Lord Arthur Randall                | Lord Arthur Randall                | Yutaka Aoyama        | Gérard Surugue                                                   |
| Aloïs Trancy / Jim Macken          | Aloïs Trancy / Jim Macken          | Nana Mizuki          | Jackie Berger                                                    |
| Claude Faustus                     | Claude Faustus                     | Takahiro Sakurai     | Jean-Pierre Leblan                                               |
| Hannah Anafellows                  | Hannah Anafellows                  | Aya Hirano           | Céline Melloul                                                   |
| Thompson / Timber / Canterbury     | Thompson / Timber / Canterbury     | Kenichi Suzumura     | Bruno Méyère                                                     |
| Luka Macken                        | Luka Macken                        | Marina Inoue         | Brigitte Lecordier                                               |
| Joker                              | Joker                              | Mamoru Miyano        | Benjamin Pascal                                                  |
| Kelvin                             | Kelvin                             | Chafurin             | Gilbert Lévy                                                     |
| Dagger                             | Dagger                             | Nobuhiko Okamoto     | Adrien Solis                                                     |
| Beast                              | Beast                              | Yuko Kaida           | Virginie Ledieu                                                  |
| Snake                              | Snake                              | Takuma Terashima     | Bruno Méyère                                                     |
| Doll                               | Doll                               | Ayahi Takagaki       | Pascale Chemin                                                   |
| Jumbo                              | Jumbo                              | Yoshihiro Koyanagi   |                                                                  |
| Docteur                            | Docteur                            | Satoshi Mikami       | Olivier Cordina                                                  |
| Peter                              | Peter                              | Yuuki Tai            | Yannick Blivet                                                   |
| Wendy                              | Wendy                              | Mayumi Shintani      | Isabelle Volpé                                                   |
| Charles Grey                       | Charles Grey                       | Ryōhei Kimura        | Bruno Méyère                                                     |
| Charles Phips                      | Charles Phips                      | Tomoaki Maeno        | Olivier Cordina                                                  |

### DVD
Depuis le 3 mars 2010, Kana Home Video édite la série en coffret DVD collector regroupant la V. O. / V. F. :
- 3 coffrets sont sortis pour la première saison :
  - Le premier coffret composé de 8 épisodes est sorti à cette même date[54] ;
  - Le deuxième composé de 8 épisodes est sorti le 5 mai 2010[55] ;
  - Le troisième composé de 8 épisodes + l'OAV est sorti le 7 juillet 2010[56].
- Puis, des éditions simples sont disponibles depuis le 3 novembre 2010[57],[58],[59].
- Un coffret regroupant l'intégrale de la saison 1 est sorti le 5 octobre 2011[60].
- 2 coffrets sont sortis pour la deuxième saison :
  - Le premier coffret composé de 8 épisodes est sorti le 4 mai 2011[61] ;
  - Le deuxième composé de 4 épisodes + les 6 OAV est sorti le 6 juillet 2011[62].
- 2 coffrets sont sortis pour la saison Book of Circus :
  - Le premier coffret composé de 5 épisodes est sorti le 15 juillet 2015[63] ;
  - Le second coffret composé de 5 épisodes est sorti le 1er septembre 2015[64].
- Le coffret pour la saison Book of Murder est sorti le 21 octobre 2015[65].
- Le coffret pour le film Book of the Atlantic est sorti le 7 décembre 2018.

## Comédies musicales
La série a été adaptée plusieurs fois sur la scène musicale. On dénombre en 2025 sept spectacles et deux revivals : Ce majordome, l'amitié (その執事、友好), The Most Beautiful DEATH in The World (ザ モースト ビューティフル デス イン ザ ワールド), Les lycoris qui embrasent la Terre (地に燃えるリコリス) Noah's Ark Circus, Tango on the Campania, Les secrets de l'internat (寄宿学校の秘密) ainsi que La Sorcière Verte et les Loups-Garous (緑の魔女と人狼の森) .

## Film en prise de vues réelles
L'adaptation en film en prise de vues réelles est annoncée en janvier 2013. Le film est réalisé par Keiichi Satō et Kentaro Otani, produit par Shinzo Matsuhashi et scénarisé par Tsutomu Kuroiwa pour Warner Bros. Pictures. Initialement prévu pour une sortie en 2013, le film est sorti dans les salles japonaises le 18 janvier 2014.
Le film raconte une histoire inédite se déroulant 130 ans après la série originale, en 2020, dans une ville mêlant culture occidentale et asiatique,. Shiori (Ayame Gōriki), première fille descendante de la famille Phantomhive, doit cacher sa véritable identité. Aux yeux du monde, elle est Kiyoharu, le jeune directeur de la société Phantom. En parallèle, elle fait partie d'une organisation clandestine, les chiens de garde de la Reine. Mais Shiori cache un autre secret, autrement macabre. À la mort de ses parents, assassinés sous ses yeux lorsqu'elle était jeune, Shiori a fait un pacte avec le démon Sebastian (Hiro Mizushima) : ce diable de majordome doit la protéger et la servir jusqu'à ce que sa vengeance soit faite. Une fois la vendetta accomplie, le démon pourra consumer son âme...
Le film rapporte 5,6 millions de dollars au Japon.

## Produits dérivés

### Jeu vidéo
Un jeu vidéo nommé Kuroshitsuji Phantom & Ghost est sorti le 19 mars 2009 au Japon sur Nintendo DS.

### Publications
- Un Character Guide nommé Sono Shitsuji, Shūgō (黒執事 キャラクターガイド ｢その執事、集合｣?) est sorti le 27 février 2009 au Japon[70].
- Le premier volume Anthology est sorti le 27 mars 2009 au Japon[71]. Le second volume Anthology est sorti le 27 août 2010 au Japon[72].
- Quatre artbooks sont publiés[73].

### Autres
La société Groove commercialise en 2009 une série de poupées Black Butler : 1 Pullip (Grell), 2 Taeyang (Sebastian et Sebastian Private Teacher), 2 Dal (Ciel et Ciel Robin). En 2015, la société ressort 2 poupées : 1 Taeyang (Sebastian Black Version) et 1 Isul (Ciel Smile Version).

## Réception critique
Au 27 décembre 2011, date de sortie du volume 13, le manga a franchi la barre des 10 millions d'exemplaires édités.
Sur l'année fiscale 2011, du 22 novembre 2010 au 20 novembre 2011, le manga s'est écoulé à 1 426 621 exemplaires, se plaçant à la 30e place des mangas les plus vendus de l'année. En avril 2013, le tirage total des seize premiers tomes était de 15 000 000 d'exemplaires. Le manga atteint le seuil des 29 millions de volumes imprimés en octobre 2020, à la suite de la sortie du tome 30. En mars 2024, le tirage total de la série a dépassé les 35 millions d'exemplaires, en faisant l'un des mangas les plus vendus
Black Butler a également gagné deux prix lors des Japan Expo Awards : le prix du meilleur shōnen aux Japan Expo Awards 2010, et le prix de la meilleure série adaptée d'un manga aux Japan Expo Awards 2011.